# Деметріо Альбертіні
Деметріо Альбертіні (італ. Demetrio Albertini; * 23 серпня 1971, Безана-ін-Бріанца) — колишній італійський футболіст, півзахисник. По завершенні ігрової кар'єри — спортивний функціонер.
Як гравець насамперед відомий виступами за клуб «Мілан», а також національну збірну Італії.
П'ятиразовий чемпіон Італії. Чотириразовий володар Суперкубка Італії з футболу. Володар Кубка Італії. Чемпіон Іспанії. Володар Суперкубка Іспанії з футболу. Триразовий переможець Кубка чемпіонів/Ліги чемпіонів УЄФА. Володар Міжконтинентального кубка. Триразовий володар Суперкубка УЄФА.

## Клубна кар'єра
Вихованець футбольної школи клубу «Мілан». Дорослу футбольну кар'єру розпочав 1988 року в основній команді того ж клубу, в якій провів два сезони, взявши участь лише у 2 матчах чемпіонату. За цей час двічі «Мілан» виборював титул переможця Кубка чемпіонів УЄФА, ставав володарем Міжконтинентального кубка, володарем Суперкубка УЄФА (також двічі).
Протягом 1990—1991 років на умовах оренди захищав кольори команди клубу «Падова».
Своєю грою за цю команду довів свій високий потенціал керівництву тренерського штабу «Мілана», до складу якого повернувся 1991 року. Цього разу відразу отримав місце в «основі» і відіграв за «россонері» наступні одинадцять сезонів своєї ігрової кар'єри. За цей час додав до переліку своїх трофеїв п'ять титулів чемпіона Італії, ставав володарем Суперкубка Італії з футболу (тричі), переможцем Кубка чемпіонів/Ліги чемпіонів УЄФА, володарем Суперкубка УЄФА.
Згодом з 2002 по 2004 рік грав у складі команд мадридського «Атлетіко» (на умовах оренди), «Лаціо» та «Аталанта». Протягом цих років додав до переліку своїх трофеїв титул володаря Кубка Італії (у складі «Лаціо»).
Завершив професійну ігрову кар'єру в іспанському клубі «Барселона», за команду якого виступав 2005 року. В складі каталонців провів лише 6 матчів, однак встиг поповнити перелік своїх трофеїв титулами чемпіона Іспанії та володаря Суперкубка Іспанії.

## Виступи за збірні
Протягом 1990—1992 років залучався до складу молодіжної збірної Італії. На молодіжному рівні зіграв у 17 офіційних матчах.
1991 року дебютував в офіційних матчах у складі національної збірної Італії. Протягом кар'єри у національній команді, яка тривала 12 років, провів у формі головної команди країни 79 матчів, забивши 3 голи. У складі збірної був учасником чемпіонату світу 1994 року у США, де разом з командою здобув «срібло», чемпіонату Європи 1996 року в Англії, чемпіонату світу 1998 року у Франції, чемпіонату Європи 2000 року у Бельгії та Нідерландах, де італійці також фінішували другими.
| Дата       | Місто             | Господарі            | Результат             | Гості             | Турнір                | Голи | Примітки   |
| ---------- | ----------------- | -------------------- | --------------------- | ----------------- | --------------------- | ---- | ---------- |
| 21/12/1991 | Фоджа             | Італія               | 2 – 0                 | Кіпр              | Відбір до ЧЄ 1992     | -    |            |
| 09/09/1992 | Ейндговен         | Нідерланди           | 2 – 3                 | Італія            | товариський матч      | -    |            |
| 14/10/1992 | Кальярі           | Італія               | 2 – 2                 | Швейцарія         | Відбір до ЧС 1994     | -    |            |
| 18/11/1992 | Глазго            | Шотландія            | 0 – 0                 | Італія            | Відбір до ЧС 1994     | -    |            |
| 19/12/1992 | Валетта           | Мальта               | 1 – 2                 | Італія            | Відбір до ЧС 1994     | -    |            |
| 20/01/1993 | Флоренція         | Італія               | 2 – 0                 | Мексика           | товариський матч      | -    |            |
| 24/02/1993 | Порту             | Португалія           | 1 – 3                 | Італія            | Відбір до ЧС 1994     | -    |            |
| 24/03/1993 | Палермо           | Італія               | 6 – 1                 | Мальта            | Відбір до ЧС 1994     | -    |            |
| 14/04/1993 | Трієст            | Італія               | 2 – 0                 | Естонія           | Відбір до ЧС 1994     | -    |            |
| 22/09/1993 | Таллінн           | Естонія              | 0 – 3                 | Італія            | Відбір до ЧС 1994     | -    |            |
| 17/11/1993 | Мілан             | Італія               | 1 – 0                 | Португалія        | Відбір до ЧС 1994     | -    |            |
| 16/02/1994 | Неаполь           | Італія               | 0 – 1                 | Франція           | товариський матч      | -    |            |
| 23/03/1994 | Штутгарт          | Німеччина            | 2 – 1                 | Італія            | товариський матч      | -    |            |
| 03/06/1994 | Рим               | Італія               | 1 – 0                 | Швейцарія         | товариський матч      | -    |            |
| 11/06/1994 | Нью-Гейвен        | Італія               | 1 – 0                 | Коста-Рика        | товариський матч      | -    |            |
| 18/06/1994 | Нью-Йорк          | Італія               | 0 – 1                 | Ірландія          | ЧС 1994 - 1-й етап    | -    |            |
| 23/06/1994 | Нью-Йорк          | Італія               | 1 – 0                 | Норвегія          | ЧС 1994 - 1-й етап    | -    |            |
| 28/06/1994 | Вашингтон         | Італія               | 1 – 1                 | Мексика           | ЧС 1994 - 1-й етап    | -    |            |
| 05/07/1994 | Бостон            | Нігерія              | 1 – 2 д.ч.            | Італія            | ЧС 1994 - 1/8 фіналу  | -    |            |
| 09/07/1994 | Бостон            | Італія               | 2 – 1                 | Іспанія           | ЧС 1994 - чвертьфінал | -    |            |
| 13/07/1994 | Нью-Йорк          | Італія               | 2 – 1                 | Болгарія          | ЧС 1994 - півфінал    | -    |            |
| 17/07/1994 | Лос-Анджелес      | Бразилія             | 0 – 0 д.ч. (3-2 п.п.) | Італія            | ЧС 1994 - Фінал       | -    | 2-ге місце |
| 07/09/1994 | Марибор           | Словенія             | 1 – 1                 | Італія            | Відбір до ЧЄ 1996     | -    |            |
| 08/10/1994 | Таллінн           | Естонія              | 0 – 2                 | Італія            | Відбір до ЧЄ 1996     | -    |            |
| 16/11/1994 | Палермо           | Італія               | 1 – 2                 | Хорватія          | Відбір до ЧЄ 1996     | -    |            |
| 25/03/1995 | Салерно           | Італія               | 4 – 1                 | Естонія           | Відбір до ЧЄ 1996     | 1    |            |
| 29/03/1995 | Київ              | Україна              | 0 – 2                 | Італія            | Відбір до ЧЄ 1996     | -    |            |
| 19/06/1995 | Лозанна           | Швейцарія            | 0 – 1                 | Італія            | товариський турнір    | -    |            |
| 21/06/1995 | Цюрих             | Італія               | 0 – 2                 | Німеччина         | товариський турнір    | -    |            |
| 06/09/1995 | Удіне             | Італія               | 1 – 0                 | Словенія          | Відбір до ЧЄ 1996     | -    |            |
| 08/10/1995 | Спліт             | Хорватія             | 1 – 1                 | Італія            | Відбір до ЧЄ 1996     | 1    |            |
| 11/11/1995 | Барі              | Італія               | 3 – 1                 | Україна           | Відбір до ЧЄ 1996     | -    |            |
| 15/11/1995 | Реджо-нель-Емілія | Італія               | 4 – 0                 | Литва             | Відбір до ЧЄ 1996     | -    |            |
| 24/01/1996 | Терні             | Італія               | 3 – 0                 | Уельс             | товариський матч      | -    |            |
| 29/05/1996 | Кремона           | Італія               | 2 – 2                 | Бельгія           | товариський матч      | -    |            |
| 01/06/1996 | Будапешт          | Угорщина             | 0 – 2                 | Італія            | товариський матч      | -    |            |
| 11/06/1996 | Ліверпуль         | Росія                | 1 – 2                 | Італія            | ЧЄ 1996 - 1-й етап    | -    |            |
| 14/06/1996 | Ліверпуль         | Чехія                | 2 – 1                 | Італія            | ЧЄ 1996 - 1-й етап    | -    |            |
| 19/06/1996 | Манчестер         | Німеччина            | 0 – 0                 | Італія            | ЧЄ 1996 - 1-й етап    | -    |            |
| 06/11/1996 | Сараєво           | Боснія і Герцеговина | 2 – 1                 | Італія            | товариський матч      | -    |            |
| 22/01/1997 | Палермо           | Італія               | 2 – 0                 | Північна Ірландія | товариський матч      | -    |            |
| 12/02/1997 | Лондон            | Англія               | 0 – 1                 | Італія            | Відбір до ЧС 1998     | -    |            |
| 29/03/1997 | Трієст            | Італія               | 3 – 0                 | Молдова           | Відбір до ЧС 1998     | -    |            |
| 30/04/1997 | Неаполь           | Італія               | 3 – 0                 | Польща            | Відбір до ЧС 1998     | -    |            |
| 04/06/1997 | Нант              | Італія               | 0 – 2                 | Англія            | товариський турнір    | -    |            |
| 08/06/1997 | Ліон              | Італія               | 3 – 3                 | Бразилія          | товариський турнір    | 1    |            |
| 11/10/1997 | Рим               | Італія               | 0 – 0                 | Англія            | Відбір до ЧС 1998     | -    |            |
| 29/10/1997 | Москва            | Росія                | 1 – 1                 | Італія            | Відбір до ЧС 1998     | -    |            |
| 15/11/1997 | Неаполь           | Італія               | 1 – 0                 | Росія             | Відбір до ЧС 1998     | -    |            |
| 22/04/1998 | Парма             | Італія               | 3 – 1                 | Парагвай          | товариський матч      | -    |            |
| 02/06/1998 | Гетеборг          | Швеція               | 1 – 0                 | Італія            | товариський матч      | -    |            |
| 11/06/1998 | Бордо             | Італія               | 2 – 2                 | Чилі              | ЧС 1998 - 1-й етап    | -    |            |
| 17/06/1998 | Монпельє          | Італія               | 3 – 0                 | Камерун           | ЧС 1998 - 1-й етап    | -    |            |
| 27/06/1998 | Марсель           | Італія               | 1 – 0                 | Норвегія          | ЧС 1998 - 1/8 фіналу  | -    |            |
| 03/07/1998 | Париж             | Італія               | 0 – 0 д.ч. (3-4 п.п.) | Франція           | ЧС 1998 - чвертьфінал | -    |            |
| 05/09/1998 | Ліверпуль         | Уельс                | 0 – 2                 | Італія            | Відбір до ЧЄ 2000     | -    |            |
| 10/10/1998 | Удіне             | Італія               | 2 – 0                 | Швейцарія         | Відбір до ЧЄ 2000     | -    |            |
| 18/11/1998 | Салерно           | Італія               | 2 – 2                 | Іспанія           | товариський матч      | -    |            |
| 16/12/1998 | Рим               | Італія               | 6 – 2                 | Зірки світу       | товариський матч      | -    |            |
| 10/02/1999 | Піза              | Італія               | 0 – 0                 | Норвегія          | товариський матч      | -    |            |
| 28/04/1999 | Загреб            | Хорватія             | 0 – 0                 | Італія            | товариський матч      | -    |            |
| 05/06/1999 | Болонья           | Італія               | 4 – 0                 | Уельс             | Відбір до ЧЄ 2000     | -    |            |
| 09/06/1999 | Лозанна           | Швейцарія            | 0 – 0                 | Італія            | Відбір до ЧЄ 2000     | -    |            |
| 08/09/1999 | Неаполь           | Італія               | 2 – 3                 | Данія             | Відбір до ЧЄ 2000     | -    |            |
| 13/11/1999 | Лечче             | Італія               | 1 – 3                 | Бельгія           | товариський матч      | -    |            |
| 26/04/2000 | Реджо-Калабрія    | Італія               | 2 – 0                 | Португалія        | товариський матч      | -    |            |
| 03/06/2000 | Осло              | Норвегія             | 1 – 0                 | Італія            | товариський матч      | -    |            |
| 11/06/2000 | Арнем             | Туреччина            | 1 – 2                 | Італія            | ЧЄ 2000 - 1-й етап    | -    |            |
| 14/06/2000 | Брюссель          | Італія               | 2 – 0                 | Бельгія           | ЧЄ 2000 - 1-й етап    | -    |            |
| 24/06/2000 | Брюссель          | Італія               | 2 – 0                 | Румунія           | ЧЄ 2000 - чвертьфінал | -    |            |
| 29/06/2000 | Амстердам         | Італія               | 0 – 0 д.ч. (3-1 п.п.) | Нідерланди        | ЧЄ 2000 - півфінал    | -    |            |
| 02/07/2000 | Роттердам         | Франція              | 2 – 1                 | Італія            | ЧЄ 2000 - Фінал       | -    | 2-ге місце |
| 03/09/2000 | Будапешт          | Угорщина             | 2 – 2                 | Італія            | Відбір до ЧС 2002     | -    |            |
| 07/10/2000 | Мілан             | Італія               | 3 – 0                 | Румунія           | Відбір до ЧС 2002     | -    |            |
| 11/10/2000 | Анкона            | Італія               | 2 – 0                 | Грузія            | Відбір до ЧС 2002     | -    |            |
| 15/11/2000 | Турин             | Італія               | 1 – 0                 | Англія            | товариський матч      | -    |            |
| 24/03/2001 | Бухарест          | Румунія              | 0 – 2                 | Італія            | Відбір до ЧС 2002     | -    |            |
| 06/10/2001 | Парма             | Італія               | 1 – 0                 | Угорщина          | Відбір до ЧС 2002     | -    |            |
| 27/03/2002 | Лідс              | Англія               | 1 – 2                 | Італія            | товариський матч      | -    |            |
| Усього     |                   | Матчів (11 місце)    | 79                    |                   | Голів                 | 3    |            |

## Титули і досягнення
- Чемпіон Італії (5):

«Мілан»: 1991–92, 1992–93, 1993–94, 1995–96, 1998–99
- Володар Суперкубка Італії з футболу (4):

«Мілан»: 1988, 1992, 1993, 1994
- Володар Кубка Італії (1):

«Лаціо»: 2003–04
- Чемпіон Іспанії (1):

«Барселона»: 2004–05
- Володар Суперкубка Іспанії з футболу (1):

«Барселона»: 2005
- Переможець Кубка чемпіонів/Ліги чемпіонів УЄФА (3):

«Мілан»: 1988–89, 1989–90, 1993–94
- Володар Міжконтинентального кубка (1):

«Мілан»: 1989
- Володар Суперкубка УЄФА (3):

«Мілан»: 1989, 1990, 1994
- Чемпіон Європи (U-21): 1992
- Віце-чемпіон світу: 1994
- Віце-чемпіон Європи: 2000